# 浜野定四郎

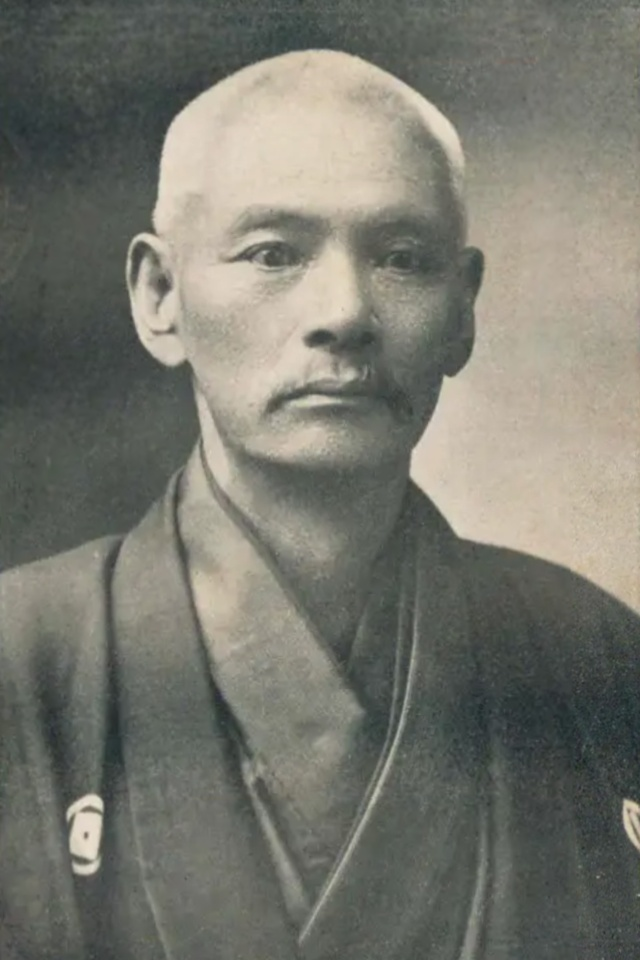
浜野定四郎

浜野 定四郎（はまの さだしろう、1845年（弘化2年） - 1909年（明治42年）11月14日）は、日本の教育者・英語学者・翻訳家。「慶應義塾仮憲法」制定後の初代慶應義塾長をつとめた。

## 経歴
1845年（弘化2年）、豊前中津藩士浜野覚三の子に生まれ、はじめは丑之助と称す。1864年（元治元年）、福澤諭吉帰郷の際、小幡篤次郎ら同藩の子弟五人とともに福澤に伴われて出府、同年6月に慶應義塾に入塾した。卒業後は教員となり、1874年（明治7年）から1878年（明治11年）までの間、中津市学校の校長として赴任した以外は一貫して慶應義塾に教鞭をとった。中津市学校の校長を辞してのち、再び義塾に戻って、1878年（明治11年）ごろから塾長の任についていたが、1881年（明治14年）1月「慶應義塾仮憲法」の制定により改めてそれにもとづいて初代慶應義塾長に選ばれた。
また、1887年（明治20年）10月からは会計建築長、1889年（明治22年）10月から1890年（明治23年）10月までは会計主任の任にあり、他方1881年（明治14年）1月には理事委員に選ばれ、1889年（明治22年）10月には第1期評議員に選出されて、以来、1902年（明治35年）11月の改訂規約によって第6期の任期中に辞任するまで連続して評議員をつとめた。
1908年（明治41年）春退職。1909年（明治42年）11月14日、脳溢血のため死去、享年65。

## 翻訳家として
浜野は明治初期において、日本に積極的に西洋の学問を伝えるべく、数多くの英語の書物を日本語訳した。代表例は社会進化論で有名なイギリスの哲学者ハーバート・スペンサーの『政法哲学』である。

## 著書
- 『道徳本能ノ成長由来』（慶応義塾出版局） 1907

## 翻訳
- 『新砲操練』（小幡甚三郎共訳、尚古堂） 1870
- 『海産論』（ピーター・ランド・シモントス、伊東茂右衛門共訳、開拓使） 1881
- 『政法哲学』（ハーバート・スペンサー、渡辺治共訳、石川半次郎） 1884
- 『日本立法資料全集』（スペンサー ハーバート、渡辺治共訳、信山社） 2014.10

## 親族
娘婿に横田五郎